# ヒメナンダ
ヒメナンダ（姫南蛇、Ptyas korros）は、爬虫綱有鱗目ナミヘビ科ナンダ属に分類されるヘビ。無毒。

## 分布
ナンダとは、南の蛇という意味で、中国から見て南の方に生息している蛇である。インド、東南アジア、中国南部、台湾に分布する。

## 形態
全長は1-2mで、最大は230cmほどになる。ヒメと名がつくが、かなり大きくなる種。全長の25%ほどが尾である。体型は細長く、その全長ほどには大きくは見えない。体色は灰褐色で、派手な模様はなく、地味な印象を受ける。目は大きい。

## 生態
水辺に生息する。昼行性。
食性は動物食で、カエルを主食にしている。ネズミも食べる。
繁殖形態は卵生で、4月から5月にかけて交尾を行い、7月ごろに20個ほどの卵を産む。

### 飼育
本種は動きが素早いが、丈夫であるため飼育も比較的容易である。カエル食であるが、マウスに餌付く個体も多い。餌付かない場合はカエルを与える。

## 人間との関係

### 利用
本種は生息地ではきわめて一般的なヘビで、肉が美味であるため、広東料理では三蛇のひとつとされ、蛇スープなどの食材として利用されている。中国語では「灰鼠蛇」または「過樹榕」と称され、分布地域では養殖もされている。
ベトナムでは、「rắn ráo」(ザンザオ)または「rắn lải」(ザンライ)と称され、生薬や他のヘビとともに蒸留酒に漬け込んで、蛇酒として飲むことがよく行われている。